# グレート・キャノン
グレート・キャノン（英語: Great Cannon）は中華人民共和国のサイバー攻撃システムである。大規模なネットワークトラフィックを傍受することにより、特定のターゲットWebサイトをDDoS攻撃する。グレート・ファイアウォール（GFW）の突破技術の開発を阻止するために関連の情報交換サイトを攻撃した。

## 仕組み
グレート・キャノンを名付けたカナダ学者によると、グレート・キャノンは中国以外のインターネットトラフィックを特定の標的サイトに誘導し、標的サイトのサービスの安定性を妨害する。グレート・キャノンはグレート・ファイアウォールと同じシステムに属しているが、違う設計と役割になっている。DoS攻撃を仕掛ける以外、グレート・キャノンはネットトラフィックを監視することもできる、またアメリカ国家安全保障局（NSA）の量子インジェクション攻撃（Quantum insert system）のように、目標にマルウェアを植え付けることもできる。
複数の報告から、GitHubとGreatFireに攻撃する方式は百度に悪意のJavaScriptコードをインジェクションする、それによって中国本土以外から百度傘下のサイトおよび広告へのアクセストラフィックをDDoS攻撃に変換して標的サイトに送り込む。

## グレート・キャノンによる攻撃
グレート・キャノンの最初の目標はインターネット検閲回避情報を掲載しているサイト、例えばオンラインソースコード保管サイトGitHub、および中国インターネットの封鎖状況を確認するサイトGreatFireであった。また、2019年-2020年香港民主化デモの際も運動の妨害のために起動したことが報じられた。

### GreatFire.orgに対する攻撃
（日時はJST）
- 2015年3月17日 : GreatFire.orgに対してDoS攻撃が開始される。
- 2015年3月19日 : GreatFire.orgがAmazon Cloudfrontに設置しているWebサイトに対してDoS攻撃が行われていることを発表。[13]
- 2015年3月20日 : GreatFire.orgがミラーサイト（GitHub）に対して攻撃が行われていると報告。

### GitHubに対する攻撃
- 2015年3月25日 11時8分	 : GitHubがDoS攻撃を受けていることを確認し対応にあたっていると発表。
- 2015年3月26日 - 28日 : GitHubへ継続してDoS攻撃が行われていることを発表。
- 2015年3月28日 : GitHubがBlogにDoS攻撃について発表[14]。
- 2015年3月29日 9時50分: 攻撃への防御を開始して71時間が経過。緩和策の導入によりサービスが安定したことを発表。
- 2015年3月29日 20時50分 : GitHubが攻撃はまだ継続していることを報告[15]。
- 2015年3月31日 20時11分 : GitHubが通常の状態に戻ったことを報告。